# EU-szerződések
Az EU-szerződések (más néven alapszerződések vagy alapító szerződések) alkotják az Európai Unió jogi alapját, az ún. elsődleges (primer) jogot.

## Jelenlegi szerződések
| Aláírva Hatályban Szerződés   | 1948 Brüsszeli szerződés                                    | 1951 1952 Párizsi szerződés                 | 1954 1955 A brüsszeli szerződés módosítása  | 1957 1958 Római szerződés                   | 1965 1967 Egyesítő szerződés                | 1975 Az Európai Tanács döntése          | 1986 1987 Egységes Európai Okmány       | 1992 1993 Maastrichti szerződés         | 1992 1993 Maastrichti szerződés | 1997 1999 Amszterdami szerződés | 2001 2003 Nizzai szerződés | 2007 2009 Lisszaboni szerződés | 2007 2009 Lisszaboni szerződés |  |  |  |  |  |  |  |  |
|                               |                                                             |                                             |                                             |                                             |                                             |                                         |                                         |                                         |                                 |                                 |                            |                                |                                |  |  |  |  |  |  |  |  |
| Az Európai Unió három pillére |                                                             |                                             |                                             |                                             |                                             |                                         |                                         |                                         |                                 |                                 |                            |                                |                                |  |  |  |  |  |  |  |  |
| Európai Közösségek            |                                                             |                                             |                                             |                                             |                                             |                                         |                                         |                                         |                                 |                                 |                            |                                |                                |  |  |  |  |  |  |  |  |
|                               | Európai Atomenergia Közösség (EURATOM)                      |                                             |                                             |                                             |                                             |                                         |                                         |                                         |                                 |                                 |                            |                                |                                |  |  |  |  |  |  |  |  |
|                               |                                                             |                                             | Európai Szén- és Acélközösség (ESZAK)       | Európai Szén- és Acélközösség (ESZAK)       | Európai Szén- és Acélközösség (ESZAK)       | A szerződés 2002-ben hatályát vesztette | A szerződés 2002-ben hatályát vesztette | A szerződés 2002-ben hatályát vesztette |                                 | Európai Unió (EU)               | Európai Unió (EU)          |                                |                                |  |  |  |  |  |  |  |  |
|                               |                                                             |                                             | Európai Gazdasági Közösség (EGK)            | Európai Gazdasági Közösség (EGK)            | Európai Gazdasági Közösség (EGK)            |                                         |                                         | Európai Közösség (EK)                   | Európai Közösség (EK)           | Európai Unió (EU)               | Európai Unió (EU)          |                                |                                |  |  |  |  |  |  |  |  |
|                               |                                                             | TREVI-csoport                               | TREVI-csoport                               | Bel- és igazságügyi együttműködés (JHA)     |                                             |                                         |                                         | Európai Közösség (EK)                   | Európai Közösség (EK)           | Európai Unió (EU)               | Európai Unió (EU)          |                                |                                |  |  |  |  |  |  |  |  |
|                               | Rendőri és igazságügyi együttműködés büntetőügyekben (PJCC) | TREVI-csoport                               | TREVI-csoport                               | Bel- és igazságügyi együttműködés (JHA)     |                                             |                                         |                                         |                                         |                                 | Európai Unió (EU)               | Európai Unió (EU)          |                                |                                |  |  |  |  |  |  |  |  |
|                               | Európai Politikai Együttműködés (EPE)                       | Közös kül- és biztonságügyi politika (KKBP) | Közös kül- és biztonságügyi politika (KKBP) | Közös kül- és biztonságügyi politika (KKBP) | Közös kül- és biztonságügyi politika (KKBP) |                                         |                                         |                                         |                                 | Európai Unió (EU)               | Európai Unió (EU)          |                                |                                |  |  |  |  |  |  |  |  |
| Konszolidálatlan szervezetek  | Konszolidálatlan szervezetek                                | Nyugat-európai Unió (NYEU)                  | Nyugat-európai Unió (NYEU)                  | Nyugat-európai Unió (NYEU)                  | Nyugat-európai Unió (NYEU)                  | Nyugat-európai Unió (NYEU)              |                                         |                                         |                                 |                                 | Európai Unió (EU)          |                                |                                |  |  |  |  |  |  |  |  |
| Konszolidálatlan szervezetek  | Konszolidálatlan szervezetek                                | Nyugat-európai Unió (NYEU)                  | Nyugat-európai Unió (NYEU)                  | Nyugat-európai Unió (NYEU)                  | Nyugat-európai Unió (NYEU)                  | Nyugat-európai Unió (NYEU)              | Feloszlatva 2010-ben                    |                                         |                                 |                                 |                            |                                |                                |  |  |  |  |  |  |  |  |
|                               |                                                             |                                             |                                             |                                             |                                             |                                         |                                         |                                         |                                 |                                 |                            |                                |                                |  |  |  |  |  |  |  |  |

### Alapító szerződések
Az európai integrációt négy szerződés hozta létre:
- A párizsi szerződés, mely létrehozta az Európai Szén- és Acélközösséget (ESZAK), 1951. április 18-án írták alá, 1952. július 23-án lépett hatályba és 2002. július 23-án járt le.
- Az Európai Atomenergia Közösséget (Euratom) létrehozó szerződés
- Az Európai Gazdasági Közösséget (EGK) létrehozó szerződés, amelyet – az Európai Atomenergia Közösség (Euratom)-szerződéssel együtt – Rómában írtak alá 1957. március 25-én, és 1958. január 1-jén lépett hatályba. A két szerződés közös neve „római szerződések”. Magában a „római szerződés” az EGK-szerződést jelenti. A 2009. január 1-jén életbe lépett Lisszaboni szerződés után az EGK-szerződést átnevezték "Az Európai Unió működéséről szóló szerződés"-re.
- A maastrichti szerződés, melyet 1992. február 7-én írtak alá, és 1993. november 1-jén lépett hatályba. Az Európai Gazdasági Közösség nevét „Európai Közösségre” (EK) változtatta és új kormányközi szerkezetet vezetett be: az Európai Közösségek (ESZAK, EK, Euratom), a közös kül- és biztonságpolitika, a bel- és igazságügyi együttműködés alkotja az Európai Unió három pillérét. A gazdaság mellett egyre nagyobb hangsúlyt kap a közös európai politika.

### Kiegészítő szerződések
A későbbi reformok jelentős intézményi változásokat hoztak, kibővítették az uniós hatásköröket:
- Az Európai Közösségek egységes Tanácsának és egységes Bizottságának létrehozásáról szóló szerződés (aláírva 1965. április 8-án, Brüsszelben, hatályba lépett 1967. július 1-jén, a három európai közösségnek egy közös Bizottságot és Tanácsot adott.
- Az amszterdami szerződés, amelyet 1997. október 2-án írtak alá, és 1999. május 1-jén lépett hatályba.
- A nizzai szerződés, amelyet 2001. február 26-án írtak alá, és 2003. február 1-jén lépett hatályba.

### Bővítési szerződések
Az alapító szerződéseket kiegészítették, amikor új tagállam csatlakozott:
- 1973: Dánia, Írország, Norvégia és az Egyesült Királyság belépéséről szóló okmány, Brüsszelben 1972. január 22-én írták alá (Norvégia nem ratifikálta és nem csatlakozott az EU-hoz.)
- 1981: Görögország belépéséről szóló okmány, Athénban írták alá 1979. május 28-án.
- 1986: Spanyolország és Portugália belépéséről szóló okmány, Madridban és Lisszabonban írták alá 1985. június 12-én.
- 1995: Ausztria, Svédország, Finnország és Norvégia belépéséről szóló okmány, Korfun írták alá 1994. június 24-én (Norvégia ezt sem ratifikálta.)
- 2004: 2003-as csatlakozási szerződés, Athénban írták alá 2003. április 16-án. (Ciprus, Csehország, Észtország, Lengyelország, Lettország, Litvánia, Magyarország, Málta, Szlovákia és Szlovénia).
- 2007 : 2005. április 25-én Bulgária és Románia Luxembourgban aláírják a csatlakozási szerződést. 2007. január 1-jén teljes jogú taggá váltak.

### Költségvetési szerződések
- Az 1970. évi költségvetési szerződést 1970. április 22-én, Luxemburgban írták alá, és 1971. január 1-jén lépett életbe.
- Az 1975. évi költségvetési szerződést 1970. július 22-én, Brüsszelben írták alá, és 1977. június 1-jén lépett életbe.

## Alkotmányos szerződés
A köznyelvben „európai alkotmánynak” nevezett alkotmányos szerződés szeretné egyszerűsíteni a meglévő, néhol egymást átfedő szerződéseket. 2004. október 29-én írták alá, azonban a franciaországi és a hollandiai népszavazások elutasító eredménye nyomán a tervekkel ellentétben 2006. november 1-jén nem lépett életbe, bár a tagállamok többsége ratifikálta.